# Палаццо Шьярра Колонна ди Карбоньяно
Палаццо Шьярра Колонна ди Карбоньяно (итал. Palazzo Sciarra Colonna di Carbognano) — дворец в историческом центре Рима с видом на часть Виа дель Корсо, ранее известную как Пьяцца ди Шьярра.

## История
Ныне существующий дворец построен на месте предыдущего здания, которое было приобретено в 1538 году наследниками у Виттории Колонна, а в конце XVI века перестроено для семьи Колонна ди Шьярра, князей Карбоньяно, по предполагаемому проекту архитектора Фламинио Понцио. Рядом, близ церкви Сан-Марчелло-аль-Корсо, когда-то стояли дома ветви Колонна Палестрины, известной как Шьярра делла Колонна. Отсюда название.
Вначале комплекс состоял из «большого» и «малого», или «старого», дворца, и принадлежал двум ветвям семьи Шьярра; последний, перестроенный после пожара 1788 года, был снесён в конце XIX века, чтобы освободить место для улицы Виа Марко Мингетти. В 1875 году главное здание претерпело полную реконструкцию, которая затронула всю территорию, и включала благоустройство двора, первоначально выполненное архитектором Франческо Сеттими. Работы по реконструкции продолжил Джулио Де Анджелис. Оформление интерьеров, а также галереи было поручено Джузеппе Челлини.
В 1898 году, после банкротства князя Маффео ди Шьярра, что привело к во многом незаконной продаже в 1891—1892 годах богатой коллекции картин и скульптур, находившейся на первом этаже здания и относящейся к XVI веку и уже тогда считавшейся одной из самых значительных в городе. Дворец был выставлен на аукцион и приобретен Кредитным фондом Сберегательного банка Ломбардии. После нескольких передач другим учреждениям, в 1969 году он был приобретен Сберегательным банком Рима (Cassa di Risparmio di Roma), а затем группой Юникредит (Unicredit Group). Хранившийся там архив семьи Колонна в 1913 году был передан в дар Ватиканской апостольской библиотеке.

## Архитектура
Простой строгий фасад палаццо, приписываемый Мартино Лонги Старшему, примечателен высоким порталом, который называли порталом Карбониани. Он известен тем, что жители города причислили его к так называемым «Четырём чудесам Рима», поскольку верили, что он вырублен из единого куска мрамора. Автор этой работы, скорее всего, созданной для Джулио Чезаре Колонна ди Шьярра в 1571 году, до сих пор неизвестен. Наиболее авторитетная гипотеза, за исключением Фламинио Понцио, который прибыл в Рим в 1585 году, когда эта работа должна была быть в основном завершена, относит авторство к Антонио Лабакко или к архитектору из круга Антонио да Сангалло Младшего.
Внутри дворца некоторые комнаты, такие как библиотека и зеркальный кабинет, были оформлены Луиджи Ванвителли в стиле рококо для кардинала Просперо Колонна ди Шьярра.
К палаццо примыкает знаменитая своими росписями в «стиле либерти» (итальянского модерна) Галерея Шьярра